# Eduardo Madero

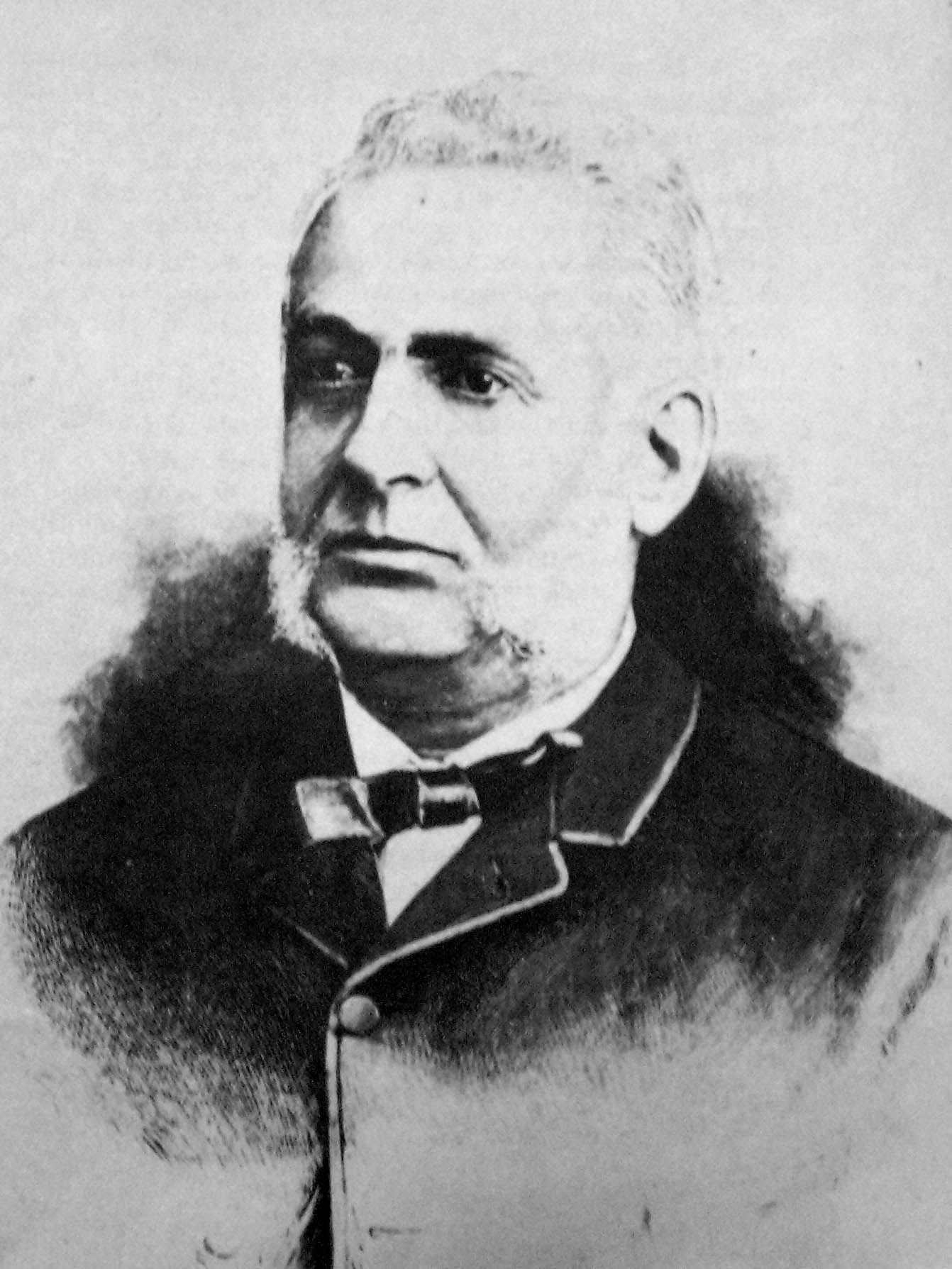
Eduardo Madero

Eduardo Madero (Buenos Aires 6 de febrero de 1833 - Génova 31 de mayo de 1894) fue un hombre de negocios, político e historiador argentino del siglo XIX. Fue diputado nacional, presidió la Bolsa de Comercio y el Banco Provincia. 
Es recordado principalmente por ser el promotor del proyecto y ejecutor del primer puerto de Buenos Aires que lleva su nombre: Puerto Madero. Presentó 3 proyectos para realizar el puerto, siendo el último (1881) el aprobado por el presidente Julio Argentino Roca, cuyo diseñador fue el ingeniero John Hawkshaw. En pocas décadas este puerto quedó obsoleto y hubo que hacer uno nuevo, tal como lo predijo el ingeniero Huergo cuando su proyecto fue descartado en favor del entonces hermano del vicepresidente Francisco Madero. 
La Avenida Eduardo Madero lleva su nombre. Su residencia se ubicaba en la esquina de las actuales avenidas Corrientes y Alem, donde luego funcionó el Gran Hotel Nacional, y posteriormente el actual Edificio Comega. 
Su tío era Francisco Bernabé Madero, vicepresidente de la Argentina (1880-1886) y fundador de Maipú.
Madero escribió el libro Historia del puerto de Buenos Aires del cual se publicó solamente el tomo 1 titulado Descubrimiento del Río de la Plata y de sus principales afluentes y fundación de las más antiguas ciudades en sus márgenes, publicado en Buenos Aires, en 1892, y considerado como un aporte importante a la historiografía argentina. Trabajó durante 12 años en su elaboración para lo cual recorrió los archivos de Madrid y el de Indias, en Sevilla, entre los años 1886 y 1887. En este último archivo encontró una copia de la copia del original del famoso Plan de operaciones que envió a su amigo Bartolomé Mitre con quien discutía y se consultaban sobre temas históricos. Las publicaciones de Madero se imprimían en las prensas del diario La Nación de los Mitre.  
- Datos: Q3822036